# Joost Cornelisz Droochsloot
Joost Cornelisz Droochsloot ou Droogsloot (1586-1666), est un peintre néerlandais du siècle d'or, né et mort à Utrecht, populaire pour ses scènes de village.

## Biographie

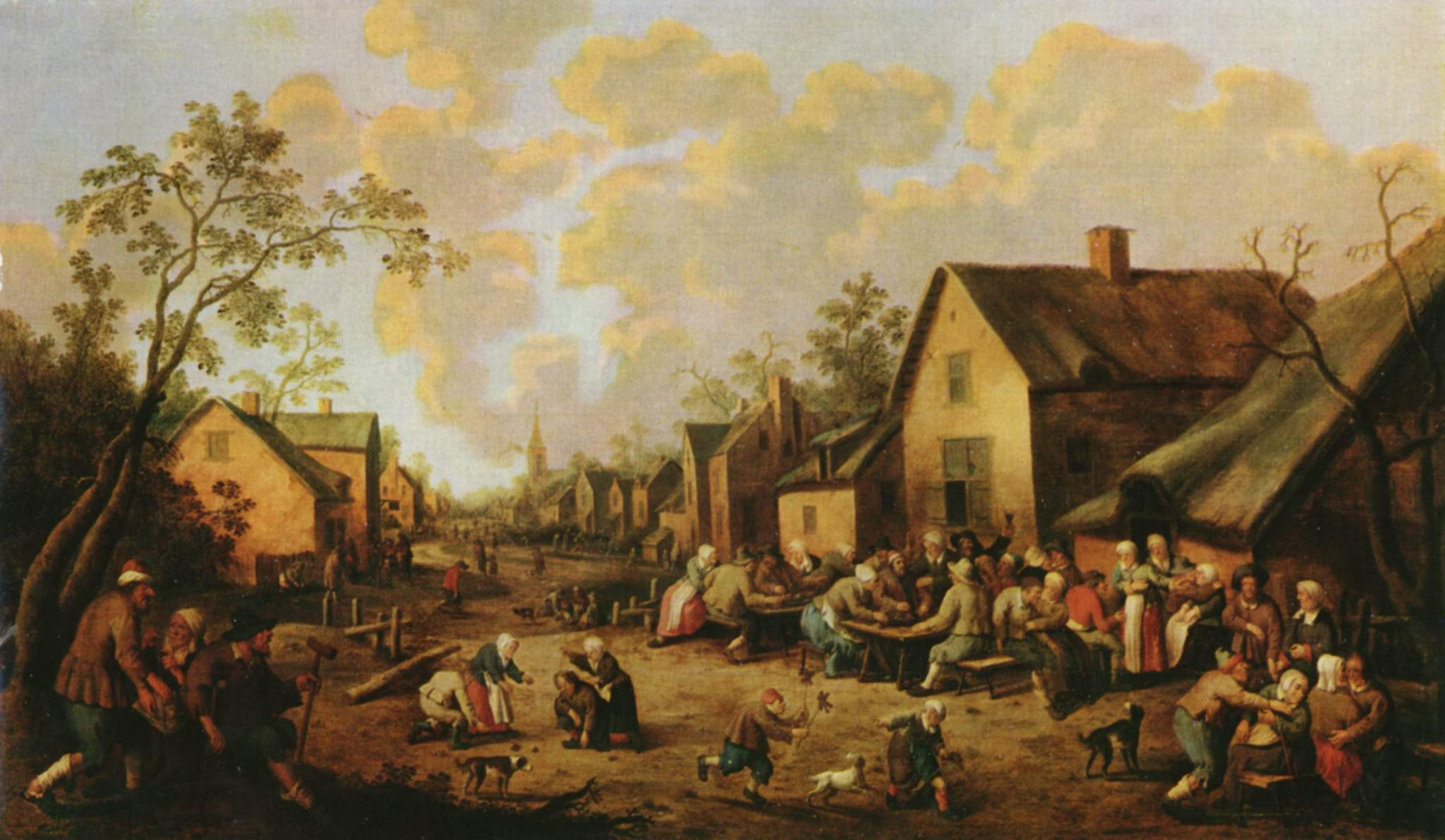
Rue de Village, 1654
Budapest

Joost Cornelisz Droochsloot a travaillé à Amsterdam de 1610 à 1615, peut-être en tant qu'élève de David Vinckboons, et son premier travail est une copie représentant une scène de taverne, datée de 1610. Il aurait ensuite habité à La Haye.  Sa première peinture connue date de 1615, mais il devint membre de la Guilde de Saint-Luc d'Utrecht en 1616 jusqu'à sa mort en 1666.
Il s'est marié à Agnietgen van Rijevelt en 1618, dans l'église réformée, et il acheta une maison au Nieuwegracht en 1620. Il déménagea ensuite au Plompetorengracht en 1624 et son fils Cornelis Droochsloot, devenu peintre, est né en 1630.
Il fut nommé doyen de la guilde de St Luc en 1623, 1641 et 1642. Il fut également gouverneur de la Sint Jacobsgasthuis en 1638, doyen de l'Église réformée en 1642, officier de la Schuttersgilde en 1650 et 1651 et membre du collège des peintres d'Utrecht 1665-1666. (Saur 2001)
Il dirigeait avec son fils un important atelier, et leurs peintures sont difficiles à distinguer. Son monogramme était "JCODS". Jacob Duck fut son élève.

## Œuvres
- Autoportrait dans un paysage, 1627, huile sur panneau de bois, 37 × 50 cm, Musée de l'Ermitage, Saint-Petersbourg[1]
- Scène de village, 1638, 52,5 x 82,5 cm, Musée national des beaux-arts du Québec, Québec[2]
- Hiver dans une ville hollandaise, huile sur bois, 50 × 74 cm, Musée de l'Ermitage, Saint-Petersbourg[3]
- La Kermesse de village, huile sur panneau, 84 × 58 cm, Musée des beaux-arts de Gand[4]
- Les Princes d'Orange quittant le Buitenhof et passant sur côté ouest du Hofvijver dans le Hagu, huile sur toile, 107 × 179 cm, Collection privée, vente Sotheby's 2013